# Lumenia
Lumenia é um gênero de mariposa pertencente à família Crambidae.